# Калитея (Родос)
Калите́я (или Калифе́я греч. Καλλιθέα) — город и бывший муниципалитет на острове Родос, в составе нома Додеканес в Греции.
В ходе территориально-административной реформы 2011 года, город вошёл в состав муниципалитета города Родоса, с которым он составляет муниципальный союз. Расположен на северо-востоке острова, в 6 км южнее от города Родос.